# جوسلين كانو
جوسلين كانو (بالإنجليزية: Joselyn Cano)‏ هي موديل ومصممة أزياء أمريكية راحلة. ولدت بمدينة آناهايم الأمريكية في 14 مارس 1990، بدأت العمل كموديل سنة 2008، وأصبحت من مشاهير الأنترنيت بعد تجاوز عدد متتابعيها على أنستغرام 13 مليون متابع، أطلقت خط ملابس سباحة خاصة بها سنة 2018. توفيت في 7 ديسمبر 2020 متأثرة بمضاعفات عملية تجميل للأرداف أجرتها بكولومبيا.

## المسيرة المهنية
ولدت جوسلين كانو في مدينة آناهايم بمقاطعة أورانج القريبة من لوس أنجلوس بولاية كاليفورنيا، بسبب جمالها وتناسق قوامها دخلت سنة 2008 مجال عرض الأزياء لفائدة مجلات محلية وهي بعد في سن السابعة العشر. بعد ذلك اشتهرت على مواقع التواصل الاجتماعي وأصبحت من مشاهير الإنترنت بعد أن وصل عدد متابعي صفحتها على إنستغرام 13 مليون متابع، وأطلق عليها المعجبون من أمريكا اللاتينية لقب كيم كارداشيان المكسيكية.
في عام 2014 اكتسبت جوزي سمعة سيئة من خلال الظهور على غلاف مجلة "Lowrider" المتخصصة في السيارات واكتشاف نجمات الإغراء المستقبليات. وظهرت أيضا في فيديو خاص بعيد الحب على موقع World Star Hip Hop، وفي صيف نفس السنة ظهرت في فيديو كليب "Y me besa" مع المغني جيراردو أورتيز.
سنة 2015 ظهرت جوسلين كانو على غلاف مجلة "Hot Bike" للدراجات النارية، وبعد عام ظهرت في 2016 ظهرت على موقع سبورتس إليسترايتد باعتبارها واحدة من أجمل السيدات.
الخطوة العملية الأبرز في حياتها المهنية كانت إطلاق خط موضة خاص بها لملابس السباحة سنة 2018، وبسرعة البرق أصبحت جوزي واحدة من أكثر النساء جمالا وشعبية على مواقع التواصل.

## الوفاة
في 7 ديسمبر 2020 أعلنت عارضة الأزياء ليرا ميرسر على صفحتها على الأنستغرام نبأ وفاة جوسلين كانو، مدعية أنها توفيت أثناء عملية جراحة تجميلية قامت بإجرائها في كولومبيا، ولكن لم يتم تأكيد السبب الرسمي بعد.
أقيمت مراسيم جنازتها في منزل الجنازات العائلية غريمس أكيس في مدينة كورونا بكاليفورنيا.
يُعتقد أن جوسلين ماتت خلال عملية شد الأرداف وتكبير المؤخرة بالأسلوب البرازيلي، وهي عملية يتم فيها إزالة الدهون من أجزاء من الجسم لحقنها في الأرداف.